# Downing Professor of the Laws of England
Downing Professorship of the Laws of England är en av professurerna i juridik vid universitetet i Cambridge.
Lärostolen instiftades 1800 av sir George Downing, grundaren av Downing College. Professuren var ursprungligen knuten till detta college, men den skildes av ekonomiska skäl från detta i början av 1900-talet, tillsammans med posten som Downing Professor of Medicine. Den förste innehavaren av lärostolen, Edward Christian, bror till Fletcher Christian, utnämndes redan 1788, tolv år före lärostolens officiella instiftande. 

## Innehavare
- Edward Christian (1788/1800–1823)
- Thomas Starkie (1823–1849)
- Andrew Amos (1849–1860)
- William Lloyd Birkbeck (1860–1888)
- Frederic William Maitland (1888–1907)
- Courtney Stanhope Kenny (1907–1918)
- Harold Dexter Hazeltine (1919–1945)
- Emlyn Capel Stewart Wade (1945–1962)
- Sir W. Ivor Jennings (1962–1965)
- Richard Meredith Jackson (1966–1970)
- Stanley Alexander de Smith (1970–1974)
- Gareth H. Jones (1975–1998)
- Sir John H. Baker (1998–2011)
- Sarah Worthington (2011–)